# ناصر الغواشي
ناصر أحمد محمدوه الغواشي (و. 1999  م) هو لاعب كرة قدم يمني، شارك في تصفيات كأس العالم 2022 – آسيا الجولة الثانية، وكأس الخليج العربي 24، مركز لعبه هو لاعب وسط.

## وصلات خارجية
- ناصر الغواشي على موقع قاعدة بيانات كرة القدم.إي يو (الإنجليزية)
- ناصر الغواشي على موقع ناشيونال فوتبول تيمز (الإنجليزية)
- ناصر الغواشي على موقع Soccerway.com (الإنجليزية)
- ناصر الغواشي على موقع عالم كرة القدم.نت (الإنجليزية)